# Latinske ord og vendinger
|  | Relevans? Det står ikke klart, hvorfor denne artikel er relevant i Wikipedia. Dette spørgsmål bør diskuteres. |

På dansk vil der i nogle tilfælde blive benyttet ord og vendinger fra latin. Således er mange fremmedord latinske. Fænomenet skyldes i høj grad at latin har været "lærdommens sprog" i den vestlige verden. 
Herunder er en liste over latinske ord der anvendes på dansk.

## A
- Ab – Fra, fra og med. Bruges i handelssprog om det sted, hvorfra en vare leveres.
- Ab hinc – herefter, herfra
- Ab initio – Fra begyndelsen
- Ab origine – Oprindeligt
- Ab ovo – Fra ægget (i betydningen: fra begyndelsen)
- Abalienation – (retssprog) overdrage, sælge. Fravenden, bortfjernelse af noget, Afhændelse, overdragelse af Ejendomsret.
- Abalienere – (af alienus=fremmed), gøre fremmed for, udskille, berøve.
- Abannation – Landsforvisning.
- Abarcere – Foretage udlæg, berøve ved domsmagt.
- Abdicere – (af abdicare) frasige sig en værdighed; især om fyrster: nedlægge regeringen.
- Abdikation – Tronfrasigelse.
- Abducere – Egentlig at føre bort fra, bruges i Lægevidenskaben om en bevægelse af et af lemmerne ud fra legemets midtlinje. Bortføre, fjerne.
- Abgregation – Afsondrethed.
- Abgregere – Afsondre.
- Abhorrescens – Afsky.
- Abhorrescere – (af ab og horror, Skræk), at gyse tilbage for, nære afsky for noget; ledes ved.
- Abjekt – Egentligt 'Kaste bort'. Nedrig, ussel, foragtelig, udstødt.
- Abjicere – Bortkaste, foragte, forkaste, kassere, ringeagte.
- Abjudicere – Frakende en noget ad Rettens Vej.
- Abjudikation – Frakendelse ved Retten.
- Abjuration – Forsværgelse, edelig benægtelse, edeligt frafald, afkald, opgivelse af en ret.
- Abjurere – Afsværge, benægte ved Ed.
- Ablaktation – Podning (speciel "ammepodning", hvor begge planter har både rod og top samtidig).
- Ablaktere – Pode (udføre den specielle "ammepodning").
- Ablativ – kasus, som ofte angiver 'retning fra'. Findes i finsk og latin.
- Ablegat – Sendebud, en pavelig gesandt. I Ungarn: en repræsentant for en Magnat i den ungarske rigsdag.
- Ablegation – En befuldmægtigets afsendelse. Bortsendelse, bortvisning.
- Ablegere – Bortvise, landsforvise, afsende i et ærinde.
- Ablepsi – Blindhed.
- Ableptisk – Latin. Blind.
- Ablution – Latin. (Symbolsk håndtvætning før og efter berøringen af hostien under den katolske messe.) Præsts håndvask ved katolsk messe.
- Abnegation – Det at nægte, fornægte.
- Abnegere – Nægte, fornægte.
- Abnorm – Unormal, vrang, åndssvag.
- Abnormitet – Afvigelse fra det normale.
- Abolere – Afskaffe, amnestere
- Abolition – Det at afskaffe.
- Acervere – At ophobe
- Acta Apostolorum – Apostlenes gerninger.
- Ad acta – Henlægge som afgjort.
- A dato - Fra denne dag
- Ad hominem – Mod mennesket
- Ad infinitum – I det uendelige.
- Ad libitum – Efter behag. Efter tykke, efter skøn eller lyst.
- Ad litteram – Bogstaveligt.
- Ad modum – Efter skik og brug.
- Ad notam – til Underretning.
- Ad undas – Til grunde.
- Ad usum proprium – Til eget brug.
- Adducere - Føre til. Bruges i lægevidenskaben om et legeme, der bevæger sig mod kroppens midtlinje.
- Adjektiv - Tillægsord
- Adjutorium – Hjælp, hjælpemiddel.
- Agrestis – mark-
- Alba – Hvid
- Anhydrat – En vandfri tilstand. Det som der bliver tilbage af et stof når alt vand er væk.
- Anterior - Forrest. Bruges i lægevidenskaben om den del af et legeme eller korpus, som er forrest respektive. F.eks Anterior Cruciate Ligamente, som er det forreste af knæets to korsbånd.
- Anticipere – Foregribe
- Atrium – Forgård; gårdhave

## B
- Beatificatio – Beatifikation, saligkåring (Sidste trin inden kanonisering)
- Bis (bi-) – en forstavelse der betyder to gange-
  - Bifidus – Todelt
  - Bilobus – tolappet
- Bellum – Krig

## C
- Cancer – krebs, kræft
- Candidatus – Kandidat
- Capillaris – Hørende til hår
- Capillitium – Hovedets hårbeklædning
- Caput – Hoved
- Carbo – Kul
- Carbunculus – brandbyld
- Cardo – Hovedpunkt, dørhængsel
- Caries – Mørhed
- Caro – Kød
- Castratio – Operativ fjernelse af mandlige eller kvindelige kønsorganer
- Casus – Tilfælde
- Casus belli - årsagen til krig
- Cis - på samme side. Se også cis-.
- Culpa - Skyld
- Cum grano salis – Med et gran salt

## D
- Danica – Danmark, Dansk.
- Depreciation, Depreciering – Nedsættelse, værdiforringelse.
- Discrucio – Mental tortur.
- Dixi – Jeg har talt.
- Domesticere – Tæmme.
- Domicil – Bolig.
- Dominere – Beherske.
- Dominus – Husherre.
- Domus – Hus/huset ("Domo" betyder "til huset").
- Dextar - Højre

## E
- ekskommunikation – bandlysning (kirkelig sanktion)
- ekskommunikere – holde uden for fællesskabet (udelukke fra gudstjeneste)
- ekstrakt – udtræk
- et cetera, etc. - og så videre, osv.
- extremus: yderst: det yderste stykke
- ex ante – før begivenheden, baseret på forudantagelser
- ex post – efter begivenheden, baseret på viden fra før begivenheden
- Estuarie se Æstuarium og Latin:Æ

## F
- falsus in uno, falsus in omnibus – Én gang en løgner, altid løgner; juridisk term
- Fionia – Fyn
- flagel – pisketråd
- flagellat – organisme med pisketråd
- flagellant – selvpisker
- fluidum – det flydende → væske (nedsættende)

## H
- Hafnia – København
- Homo = menneske. Ordet bøjes som følgende:
  - Singularis
    - Nominativ: Homo
    - Vokativ: Homo
    - Akkusativ: Hominem
    - Genitiv: Hominis
    - Dativ: Homini
    - Ablativ: Homine

  - Pluralis
    - Nominativ: Homines
    - Vokativ: Homines
    - Akkusativ: Homines
    - Genitiv: Hominum
    - Dativ: Hominibus
    - Ablativ: Hominibus

## I
- Ibid = som overstående (bruges specielt i akademisk litteratur for at sige at denne litteraturhenvisning er den samme som den sidst citerede)

## J
J er et nyere bogstav og blev skrevet "I" i oldtiden.
- Jacta est alea – terningen er kastet (Julius Cæsar)
- Jutlandia – Jylland.
- Jus Primae Noctis – retten til den første nat

## K
- Kalendae – Hørende til kalenderen; kalender-
- kasuistisk – spidsfindig

## L
- Labial – Læbe-
- Latifolia – Bredbladet

## M
- Mille – 1.000. Også om antal tusinder.
- Monumentum ære perennius – "Et mindesmærke mere varigt end bronze" (Horats).
- Mater - Mor

## N
- Niger (m.), nigra (f.), nigrum (n.) – Sortfarvet.
- Novo – ny

## O
- Officin – af opificina = værksted → apotek eller trykkeri
- Officinalis – læge- (adj.), om lægeplanter
- Odi profanum vulgus et arco – Jeg hader den rå pøbel og holder mig den fra livet
- Othonia – Odense
- Otium – pensionering. Også når stjerner holder op med at fusionere.

## P
- Pater – Far
- Palustris – Tilhører sumpene, oversættes tit til kær i betydningen vandhul.
- Parvus – Lille
- Penis – hale (bruges også om en anden legemsdel).
- Pes (flertal: pedes) – Fod
- Planus – flad
- Poeta minor – yngre eller mindre digter
- Polifolia – Med blade, der ligner Teucrium poliums.
- Pax – fred
- Pro – For

## Q
- Quadragena – 40 dages bodsøvelse
- Quarto – For det fjerde
- Quasi – Som om, foregiven, falsk
- Quatricinium – Musikstykke for fire stemmer
- Quatriduum – Et tidsrum af fire dage
- Quidam – En eller anden
- Quieto – Roligt, dæmpet
- Quinto – For det femte
- Quintuplum – Det femdobbelte, femfold
- Quintus – Det femte
- Quod erat demonstrandum (forkortes QED eller Q.e.d.) – “Hvilket skulle bevise”, udtrykket bruges ofte som slutformel i matematiske beviser
- Quodlibet – Potpourri, miskmask

## R
- Ratio – fornuft
- Regnum coeleste – det himmelske rige
- Rex – konge
- Rugosa – rynket

## S
- Sacerdotium – præsteværdighed, præsteembede.
- Sanus – sund
- Scarlatinus – Skarlagenrød.
- Sceleratus – Forbryderisk
- Senex – olding, gammel mand.
- Secluderet (eller sekluderet) – afsondret, ensom.
- Selandia – Sjælland
- Sensibel – ømsindet, ømskindet, pirrelig, følsom, ømfindtlig, sårbar.
- Servus – slave
- Sic, sic! – sådan; sådan står der virkelig!
- Sic semper tyrannis – Således altid for tyranner (således går det for tyranner)
- Sic transit gloria mundi – Således forgår verdens herlighed
- Siccus – Tør
- Solstitium aestivum – sommersolhverv
- Suecia – Sverige.
- Sulcatus – Furet.
- Sulcus – Fure.
- Summarium – Kortfattet oversigt.
- Sinistra - Venstre

## T
- Termin
- Terra
- Trans - på den anden side af noget. Se også trans-.
- Tonsor

## U
- U er et nyere bogstav, og blev skrevet "V" i oldtiden.
- Ubikvitet – allestedsnærværelse. (Kristi legemes og blods allestedsnærværelse i nadveren).
- ultimatum
- Ut infra – som nedenfor
- Ut retro – Som nævnt omstående
- Ut supra – Som ovenfor
- Ulna – albueben, én knogle af de to knogler i underarmen.

## V
- Veni, vidi, vici – Jeg kom, jeg så, jeg sejrede (Julius Cæsar)
- Via -vej
- Viaticum – alterets sakramente til en døende
- Virtute et Armis – med tapperhed og våben

## Æ
- Ædicula – et lille hus eller kapel
- Ædil – en romersk embedsmand, der ledede ordenspolitiet og de offentlige fester
- Ækvation – ligning
- Ækvilibrium – ligevægt
- Ækvivok – tvetydig, slibrig
- Ækvitet – lighed, ret og billighed
- Æmulation – kappelyst
- Æquo animo – med tålmodigt sind
- Ærarial – vedrørende statskassen
- Ærarium – skatkammer eller statskasse
- Æstuarium – tragtformet flodmunding dannet af tidevandet.
- Æternitet – evighed